# Chiesa di San Benedetto in Arenula
La chiesa di San Benedetto in Arenula, anche nota come San Benedetto degli Scotti, era una chiesa di Roma dedicata a san Benedetto da Norcia. La chiesa si trovava dove oggi sorge la chiesa della Santissima Trinità dei Pellegrini nel rione Regola. 
Il soprannome "Arenula" deriva dal nome originario del rione Regola. "Arenula" si riferisce alla "rena", la sabbia che le acque del Tevere portavano sulla battigia nel corso delle inondazioni. L'epiteto "degli Scotti" si riferisce alla famiglia nobiliare degli Scotti, che possedeva degli edifici nei paraggi.
Il nome della chiesa viene ricordato tuttora dall'odierna via di San Benedetto in Arenula, una strada d'importanza secondaria situata vicino al punto nel quale sorgeva. 

## Storia
La chiesa venne costruita tra l'undicesimo e il dodicesimo secolo. La sua prima menzione nei documenti risale al 1186, in quanto viene citata in una bolla del papa Urbano III che la elenca tra le chiese sussidiarie della parrocchia di San Lorenzo in Damaso. La chiesa di San Benedetto era retta dai monaci benedettini di Farfa, che vivevano in un monastero adiacente (anche se per l'Armellini si trattava di un'abbazia). La facciata della chiesa presentava un portico piccolo.
Poco prima del Giubileo del 1550, Filippo Neri fondò una confraternita, l'Arciconfraternita dei Pellegrini e Convalescenti, con lo scopo di prendersi cura dei pellegrini che sarebbero giunti nella Città eterna. Il 13 novembre del 1558, il pontefice Paolo IV concesse alla confraternita di stabilirsi nella chiesa di San Benedetto. Dato che la chiesa era fatiscente, venne demolita e il 26 febbraio del 1587 venne posta la prima pietra per la costruzione dell'odierna chiesa della Santissima Trinità dei Pellegrini.